# 西山俊太郎 (実業家)
西山 俊太郎（にしやま しゅんたろう、1945年 - ）は日本の実業家。（株）ヤナセ元代表取締役社長。相談役。自動車振興会健康保険組合理事長。

## 略歴
- 1945年東京都生まれ[1]。
- 1964年法政大学第二高校卒業[2]。
- 1968年法政大学経営学部卒業[1]。
- 1968年（株）ヤナセ入社。
- 1994年同東京支店世田谷営業所所長。
- 1998年（株）ヤナセ中国代表取締役専務。
- 2000年（株）ヤナセ埼玉代表取締役専務。
- 2001年（株）ヤナセ取締役。
- 2003年同常務取締役。
- 2004年同専務取締役。
- 2005年同代表取締役副社長。
- 2007年同代表取締役社長[3]。
- 2008年自動車振興会健康保険組合理事長。
- 2011年（株）ヤナセ取締役相談役[4]。
- 2012年同相談役。
- 2014年学校法人法政大学監事[5]。